# She Came In Through the Bathroom Window
"She Came In Through the Bathroom Window" é uma canção da banda de rock inglesa The Beatles, do álbum Abbey Road, de 1969. Escrita por Paul McCartney e creditada a Lennon–McCartney, é a quinta música do medley climático do álbum, imediatamente após "Polythene Pam". Começou a ser gravada em 25 de julho de 1969 como uma faixa contínua com "Polythene Pam" e lançada em 26 de setembro do mesmo ano.
A canção foi inspirada por Diane Ashley, uma das "Apple Scruffs", seguidores da banda que esperavam os artistas na frente de estúdios e nas ruas. A fã invadiu a casa de McCartney após encontrar uma escada em seu jardim e colocá-la na janela do banheiro, que McCartney tinha deixado um pouco aberta. Após posicionar a escada, Ashley subiu e abriu a porta da frente para os amigos poderem entrar. Os invasores roubaram objetos dele, incluindo uma foto muito importante para McCartney.

## Antecedentes e composição
"Encontramos uma escada no jardim dele e a colocamos na janela do banheiro que ele tinha deixado ligeiramente aberta. Fui eu quem subiu e entrou."— Diane Ashley 
John Lennon acreditava que McCartney tinha se inspirado na esposa, Linda, para escrever a faixa, porém, a música foi inspirada por uma fã que invadiu a casa de McCartney em Cavendish Avenue, Londres. Seguidores da banda (denominados Apple Scruffs) esperavam os artistas na saída de estúdios e nas ruas. Segundo Steve Turner, uma fã chamada Diane Ashley conseguiu invadir a casa de Paul McCarrtney, e pegar alguns objetos do artista. A fã relatou que conseguiu entrar na casa de Paul ao encontrar uma escada no jardim dele e colocá-la na janela do banheiro, que McCartney tinha deixado um pouco aberta. Após posicionar a escada, Ashley subiu e abriu a porta da frente para os amigos poderem entrar.
Os invasores roubaram alguns itens, incluindo uma foto emoldurada que era muito importante para McCartney, possivelmente de seu pai, o que fez com que ele tentasse recuperá-la. Para isso, McCartney falou com Margo Bird, fã do grupo que tinha sido contratada para trabalhar para os Beatles, e que conseguiu resgatar os pertences do artista. Margo Bird lembra de ser boa amiga de McCartney – ela costumava levar o cachorro dele para passear – e mais tarde conseguiu um emprego na Apple Corps. Ela diz que lhe pediram para recuperar uma fotografia do pai de McCartney, Jim, o que ela fez. Os vizinhos de McCartney tentaram contatá-lo quando perceberam que as invasões estavam ocorrendo, inspirando o trecho "Sunday’s on the phone to Monday, Tuesday’s on the phone to me".
Outra versão da história foi revelada pelo Moody Blues. Seu ex-tecladista Mike Pinder alegou que uma groupie escalou uma janela aberta do banheiro e passou a noite com o membro da banda Ray Thomas. Pinder e Thomas teriam contado a McCartney sobre o incidente no dia seguinte, que começou a dedilhar uma guitarra e improvisou a linha de abertura.

## Gravação
"Polythene Pam" e "She Came In Through The Bathroom Window" foram gravadas como uma só em 25 de julho de 1969. Eles gravaram 39 takes da faixa básica das músicas, com John Lennon e Paul McCartney cantando vocais guia quando necessário. O take 39 foi selecionado como o melhor e foi submetido a mais overdubs, adicionando os vocais principais e regravando as partes de bateria e baixo. O take 27, enquanto isso, foi lançado em alguns formatos da reedição do 50º aniversário de Abbey Road. As faixas básicas apresentavam o baixo de McCartney na faixa um da fita de oito faixas, a bateria de Ringo Starr na faixa dois, o violão acústico de 12 cordas de Lennon na três, a guitarra elétrica de George Harrison na quatro, e vocais de Lennon e McCartney na seis.
Perto do final da mesma sessão, entre 22h30 e 2h30, Lennon e McCartney substituíram seus vocais guia por tentativas adequadas. Em 28 de julho, eles adicionaram uma série de overdubs às duas músicas, incluindo mais vocais principais, guitarras acústicas e elétricas, pandeiro e outras percussões, piano elétrico e acústico. A gravação foi concluída em 30 de julho com a adição de backing vocals, percussão e overdubs de guitarra.
"She Came In Through the Bathroom Window" segue abruptamente após "Polythene Pam", a música da faixa anterior, sem pausa. Logo no início da música, antecipando a mudança de andamento, John Lennon dá uma risada e grita: "Oh, cuidado!" ("Oh, look out!"). Uma versão mais lenta da canção, gravada no final de janeiro de 1969 durante as sessões de Get Back, aparece na Anthology 3 de 1996, enquanto uma versão em andamento é apresentada na edição do 50.º aniversário do Let It Be em 2021.

## Versões cover
- O cover de Joe Cocker dessa música alcançou a posição 30 na Billboard top 40 em 1970.[7]
- Ike e Tina Turner lançaram um cover dessa música como single europeu em 1972[8] (do álbum "Feel Good").[9] Uma versão ao vivo está disponível no álbum de 1973 "The World of Ike & Tina".[10]

## Créditos
Segundo Walter Everett, exceto quando indicado:
- Paul McCartney – vocais principais e harmônicos, baixo
- John Lennon – violão acústico de 12 cordas, vocais de apoio
- George Harrison – guitarra solo, vocais de apoio
- Ringo Starr – bateria
- sem créditos – pandeiro, maracas, percussão "whipcrack"[12]